# Georgi Sava Rakovski
Georgi Sava Rakovski (en búlgaro: Георги Сава Раковски) también conocido como Sabi Stoykov Popovich (en búlgaro: Съби Стойков Попович) (1821 - 9 de octubre de 1867), fue un revolucionario y escritor búlgaro y una importante figura del renacimiento nacionalista búlgaro del siglo XIX y de la resistencia búlgara contra el Imperio otomano.

## Biografía

### Primeros años
Nació en 1821 en Kotel, Bulgaria, en el seno de una rica y patriótica familia búlgara. Asistió a la escuela monástica de su ciudad natal y en Karlovo y en 1837 comenzó a estudiar el colegio greco ortodoxo de Fanar, en Estambul.
En 1841 fue condenado a muerte por haber participado en conspiraciones revolucionarias contra los turcos, pero gracias a un amigo griego consiguió escapar a Francia. Un año y medio después regresó a Kotel, sólo para volver a ser arrestado en 1845. Fue sentenciado a cuatro años de encarcelamiento aislado en Estambul, pero fue liberado en mayo de 1848.
Decidió permanecer en la capital otomana, donde trabajo como abogado y comerciante, y participó en varias campañas a favor de la iglesia nacional búlgara. Nuevamente fue arrestado, esta vez debido a su participación en una sociedad secreta búlgara dedicada a ayudar a los rusos en la Guerra de Crimea (1853-1856). Mientras era deportado consiguió escapar, y se unió a un grupo de rebeldes búlgaros. En 1854 regresaba a Bulgaria.

### Obra literaria y periodística
Entre 1854 y 1860, Rakovski se dedicó a escribir ensayos y obras literarias en la clandestinidad, evitando ser arrestado en varias ocasiones por las autoridades otomanas
Su obra más famosa es Gorski Patnik (traducida como “Un viajero en los bosques” o “El vagabundo de los bosques”), que escribió durante la Guerra de Crimea mientras se ocultaba de las autoridades turcas cerca de Kotel. Es considerada una de las primeras poesías literarias búlgaras, aunque no fue publicada hasta 1857. La versión publicada difería del original, siendo una versión con una trama y un estilo más corregidos y cuidados.
La trama se centra en torno a un búlgaro que recluta a un grupo de seguidores para rebelarse contra el Imperio Otomano. El objetivo de Rakovski al escribir era despertar el espíritu natural de los búlgaros para que lucharan por la libertad y se vengaran de la crueldad de los turcos. La novela comienza con el protagonista contemplando la belleza natural del Bósforo. La preocupación por los problemas nacionales y la ausencia de libertad nublan su mente, y anima a otros a que se unan en rebelión. Mientras los insurgentes viajan a través de Bulgaria sufren varios obstáculos y dan muestras de coraje. La obra está dedicada a “unificar todas las ideologías, esperanzas y creencias” de los búlgaros en su valiente lucha por la libertad.
Rakovski dejó Gorski Patnik incompleta. Escrita en un lenguaje búlgaro arcaico, era difícil de leer, pero tuvo una gran influencia en la sociedad del momento.
Aparte de esta obra, Rakovski escribió una autobiografía titulada "El búlgaro inocente" y participó en el periódico "Antigüedades búlgaras", una publicación pseudohistórica y pseudofilológica de corte nacionalista.

### Obra revolucionaria
En 1861 Rakovski viajó a Belgrado, la capital de Serbia, donde organizó una “legión búlgara” y viajó por toda Europa para reunir apoyos para la causa de su país. Aunque sus ideas radicales a menudo se encontraron con la oposición de los nacionalistas moderados, sus obras incitaban a los jóvenes a rebelarse contra los turcos. Fue durante este año cuando escribió su “Plan de Liberación de Bulgaria”. Pronto reunió muchos seguidores para luchar contra el Imperio Otomano junto a los serbios. Sin embargo, el conflicto entre serbios y turcos otomanos pronto terminó y la legión búlgara fue disuelta.

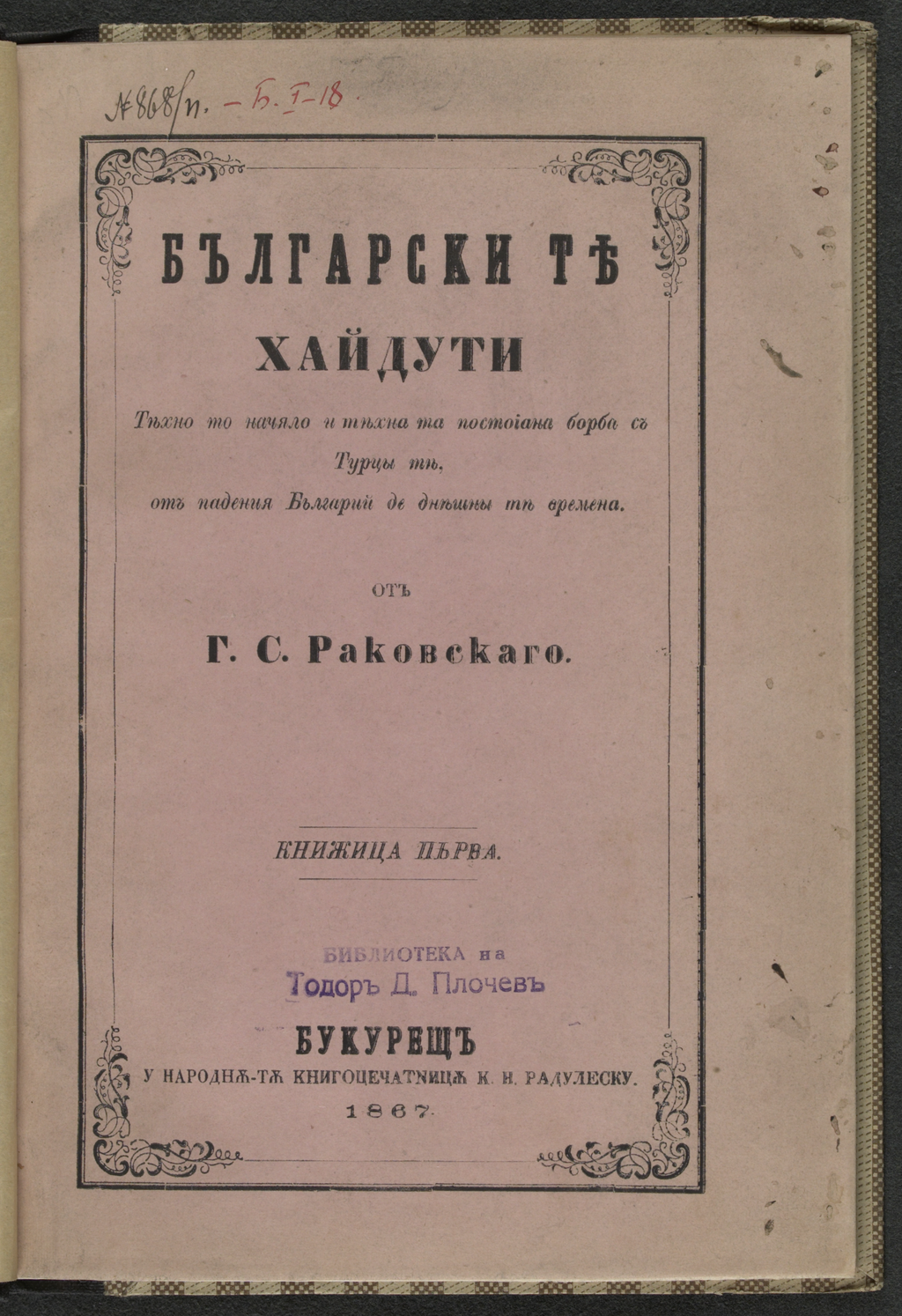
Haiduts búlgaras de 1867 de la CE, por Rakovski

Rakovski se trasladó a Bucarest, donde continuó sus actividades periodísticas, literarias y revolucionarias. Convencido de que el poder otomano sólo podría ser rechazado mediante la acción armada, comenzó a organizar pequeños grupos terroristas y revolucionarios llamados “cheti”, cuyo objetivo era extender la inestabilidad y el descontento en Bulgaria, motivando a la población a luchar contra los turcos. Con el propósito de coordinar la resistencia armada Rakovski y sus seguidores, entre ellos Vasil Levski, fundaron el Comité Central Revolucionario de Bulgaria –una organización que sería especialmente destacada en la independencia de Bulgaria.
En 1867 el Comité preparó dos bandas de “cheti”, que se infiltraron en Bulgaria dirigidas por Panaiot Hitov y Filip Totiu, que se enfrentaron a las fuerzas otomanas, pero no consiguieron su objetivo de propagar la rebelión por toda Bulgaria, por lo que tuvieron que retirarse. En 1868 120 “chetnitsi”, dirigidos por Hadzhi Dimitar y Stefan Karadzha entraron en Bulgaria y consiguieron llegar hasta Stara Planina, donde fueron rodeados por los turcos. Algunos, como Stefan Karadzha, fueron capturados y ejecutados. Los supervivientes se reagruparon bajo el liderazgo de Hadzhi Dimitar y fueron eliminados en el monte Buzludzha.
Sin embargo, Rakovski no llegó a conocer el resultado de este segundo plan. Había muerto de tuberculosis en Bucarest el 9 de octubre de 1867.